# One Glass Solution
One Glass Solution — це технологія сенсорного екрана, яка дозволяє зменшити товщину дисплея. Вона дозволяє видалити один з шарів скла з традиційного стека сенсорного екрана. Основна ідея полягає в тому, щоб замінити сенсорний модуль зі скла тонким шаром ізолювального матеріалу. Загалом, є два шляхи для досягнення цієї мети.
Один з підходів до OGS називається «датчик на об'єктиві» (в цьому випадку, під «об'єктивом» йдеться про покривний шар скла). Розміщується шар оксиду індію та олова (ITO, використовувані як електроди для відчуття дотику) на зворотному боці покривного скла і витравлюється за шаблоном для створення електродів. Додається тонкий шар діелектрика, а потім наноситься другий шар ITO на задню сторону цього бутерброда, витравлюючи структуру електродів, що йдуть під прямим кутом до електродів першого шару. Цей модуль потім наклеюється на стандартну РК-панель.
Інший підхід називається місткісний сенсорний екран «на комірці» (тут «комірка» стосується РК-дисплею). Провідний шар з ITO наноситься безпосередньо на верхній шар скла в РК-панелі, а потім витравлюється в структуровані електроди. Тонкий ізолювальний шар наносять на електроди, а потім другий шар ITO, на якому витравлюється другий рівень електродів. Нарешті, зверху наноситься поляризаційний шар, і дисплей на завершення покривається склом.